# جرج پاسمور (بازیکن لاکراس)
جرج پاسمور (انگلیسی: George Passmore؛ ۲۴ اوت ۱۸۸۹ – ۲۲ سپتامبر ۱۹۵۲) بازیکن لاکراس اهل ایالات متحده آمریکا بود.